# Hastings Rashdall
Hastings Rashdall, född 1868, död 1924, var en brittisk historiker, filosof och teolog.
Hastings Rashdall var universitetslärare i Oxford 1884-1917, därefter domprost i Carlisle. Hans stora verk The Universities of Europe in the Middle Ages hade länge en rangplats inom idé- och lärdomshistoria. 
Som filosof representerade han en utpräglat etisk teism och personalism. I The Theory of Good and Evil har Rashdall hävdat en rationell och altruistisk utilitarism. 
Bland Rashdalls teologiska arbeten finns hans "Bampton lectures" om The Idea of Atonement in Christian Theology. Rashdall var den erkände ledaren för den liberala riktningen inom den anglikanska kyrkan. Han lade ned ett energiskt arbete på att höja prästutbildningen och utjämna de religiösa motsättningarna. Han var motståndare till dogmatisk intolerans.